# Социолошки аспекти тајности
Социолошке аспекте тајности је први проучавао Георг Зимел почетком 20. века. Зимел описује тајности као способност или навику чувања тајне. Он дефинише тајну као крајњу социолошку форму за регулисање протока и дистрибуције информација. Зимел је то дефинисао на овај начин:“ Ако је интеракција међу људима "условљена способношћу разговарања, онда је тајност обликована способносћу ћутања." Он такође дефинише саму суштину друштвених односа, иако манипулације у односу знање-незнање постоје.

## Концепт тајности
Зимел дефинише тајно друштво као интеракцију окарактерисану у потпуности чињеницом да су односи међу члановима под управом заштите тајности. Ова централна функција је базирана на дуалној основи:
- Чланови интеракционе групе се баве заштитом идеја, објеката, активности и осећања којима су приложили позитивну вредност (тј, који су их награђује).
- Чланови траже ову заштиту, контролу дистрибуције информација о вредновању елемената (тј, стварају и одржавају одговарајуће услове незнања у спољном окружењу). У зависности од обимности тајне, организација заузима један од два облика: онај који у тајну укључује податке о свим аспектима интеракционог друштва, заједно са својим личним постојањем; као и оне у којима само неки аспекти, попут чланства, прописа, или циљевима, остају тајна.

## Зимелове пропозиције
Георг Зимел је имао неке идејe које је сакупио и назвао "пропозиције". Функција ових предлога би се остварила, ако би они радили заједно и првенствено се односили на генетска и развојна унапређења тајног друштва. Ево неколико њих:

#### Предлог 1
Већа вредност идеја, објеката, активности или осећања је заснована на ограничењу дистрибуције информација истих, а самим тим је већа и вероватноћа организације друштва као простора у којем влада тајна.

#### Предлог 2
Што више вреднује идеје, објекти, активности или осећања припадника друштвене јединице доживљавају као несразмерно угрожава оних оних који нису, већа је вероватноћа чланови ће организовати као тајног друштва.

#### Предлог 3
Што је већа склоност ка политичком угњетавању и тоталитарном дисциплиновању у већем друштву, то је већа склоност ка развоју тајних друштава у оквиру ширег друштва.

#### Предлог 4
Што је већа вредност идеја, објеката, активности или осећања које чине фокус тајности, тенденција тајног друштва према укупном укључивању својих чланова већа је и активност осећања, идеја и објеката, и већи су чланови изолација од других интеракција јединица.

#### Предлог 5
Што је већа склоност ка потпуној инклузији, то више друштвена организација доноси карактеристике ширег друштва.

#### Предлог 6
Што је већа тенденција ка потпуној инклузији, већа је вероватноћа да чланови имају аристократски само-концепт.

#### Предлог 7
Што је већа широка тајност друштва, то је већа склоност ка централизацији власти.

## Рехабилитација тајни
Неки социолози су покушали да рехабилитују тајну: Довођењем у питање морални презир акумулирано је у садашњој ери транспарентност у циљу ширења својих виших креативних, продуктивних или политичких отпорних могућности.

## Идеја цензуре
Тајност и цензура може укључити норме о контроли информација. Ова идеја је интегрисана од стране Георга Зимела да цензура комуникације у савременом смислу има повезаност са великим, сложеним урбаним срединама. Уз степен централизоване контроле и техничких средстава постоји ефикасно доношење масовне публике. То укључује одређивање шта могу или не могу (или у случају невладиних напора треба или не треба да) се изрази тајнoст датим политичким, верским, културним, уметничким стандардима. Појава нових комуникација (на пример, штампе или интернета) технологије увек стварају захтеве за конфликтне групе за већу отвореност и слободу комуникациј. То захтева већу контролу. Власти желе да контролишу нове технике масовне комуникације. Три главна средства за директне цензуре (преглед пре објављивања, лиценцирање и регистрација, а потом и монополизација) су превентивне природе. Међу демократијама постоји значајна варијација у цензури по садржају, медијима комуникације, месту, времену и периоду преко друштава. Постоје степени цензуре и појединачних интереса, они су у равнотежи са интересима заједнице, међутим, тешко је ово друго дефинисати. Директна влада значи цензуре, мора се посматрати одвојено од доступности ресурса да креира и дистрибуира информације, активности приватних група и из неформалне цензуре, укључујући и искључење извора информација и аутоцензуре. У демократском друштву, тајност и отвореност стоје у сталној напетој динамичности.